# ببن
ببن (به فرانسوی: Bébing) یک کمون در فرانسه است که در Canton of Sarrebourg واقع شده‌است.

## خصوصیات
ببن ۹٫۵۷ کیلومترمربع مساحت و ۱۶۵ نفر جمعیت دارد و ۲۳۰ متر بالاتر از سطح دریا واقع شده‌است.